# Schillerova rozhledna
Schillerova rozhledna je vyhlídková věž stojící nad městem Kryry. Rozhledna byla postavena v letech 1905–1906 na místě hradu Kozihrady a byla pojmenována po německém básníkovi Friedrichu Schillerovi při příležitosti 100. výročí jeho úmrtí. Slavnostní otevření proběhlo zhruba rok po tomto výročí, 17. června 1906.
Nachází se v nadmořské výšce 383 metrů. Od roku 2004 je chráněna jako kulturní památka.